# Xylopia calophylla
Xylopia calophylla är en kirimojaväxtart som beskrevs av Robert Elias Fries. Xylopia calophylla ingår i släktet Xylopia och familjen kirimojaväxter. Inga underarter finns listade i Catalogue of Life.